# Michael Friedrichs-Friedlaender
Michael Friedrichs-Friedlaender (Múnic, 1950) és un escultor alemany. Des de l'any 2005 realitza manualment les pedres commemoratives del projecte d'art i memòria Stolpersteine de l'artista Gunter Demnig.

## Vida i obra
Després de la seva escolarització, Michael Friedrichs-Friedlaender va completar una formació de tres anys com a muntador de màquines. Des de 1981 treballa com a artista independent a Berlín.
De 1989 a 2001 va rebre finançament artístic de la ciutat de Berlín. Juntament amb la seva dona Aleksandra Jurjewna Koneva, va dirigir quatre projectes en el programa d'educació del Berliner Philharmoniker de 2003 a 2006 i, entre altres coses, va realitzar obres sobre les Quatre Estacions d'Antonio Vivaldi, Petruschka d'Igor Stravinsky i Oratorio Belshazzar de Georg Friedrich Handel.
Ha creat escultures metàl·liques per a nombrosos clients, tant públics com privats, com el monument al carrer de les Nacions al camp de concentració de Ravensbrück, juntament amb Matthias Däumlich i Christian J. Joost. També ha treballat en nombrosos projectes artístics i teatrals, gràcies als quals ha viatjat a Rússia, França, Japó, Índia i els Estats Units.
Michael Friedrichs-Friedlaender ha utilitzat gairebé sempre el ferro en la producció de les seves escultures, que solda i després mol. De vegades combinava els objectes metàl·lics amb altres materials, depenent de la temàtica.